# (29838) 1999 FA7
1999 أف أي 7 (ويعرف أيضًا باسم (29838) 1999 أف أي 7 وفق تسمية الكوكب الصغير) (بالإنجليزية: 1999 FA7)‏ هو كويكب ضمن حزام الكويكبات؛ وترتيبه 29838 من حيث الاكتشاف.
اكتُشف هذا الجُرم الفلكي بواسطة OCA–DLR Asteroid Survey ‏ في 20 مارس 1999.

## وصلات خارجية
- (29838) 1999 FA7 في قاعدة بيانات مختبر الدفع النفاث لأجرام النظام الشمسي الصغيرة

- الاكتشاف · مخطط المدار ·  العناصر المدارية · المعلمات المادية

- (29838) 1999 FA7 على موقع ويكي سكاي: DSS2, SDSS, GALEX, IRAS, Hydrogen α, X-Ray, Astrophoto, Sky Map, Articles and images